# Reino Mauro Romano
El Reino Mauro Romano  (en latín: Regnum Maurorum et Romanorum)  fue un reino independiente cristiano bereber, centrado en la ciudad de Altava (cerca de la actual Ouled Mimoun), y que controlaba gran parte de la antigua provincia romana de Mauritania Cesariense, ubicada en el actual norte de Argelia. Surgió en el siglo V cuando se debilitó el control romano sobre la provincia y los recursos imperiales tuvieron que concentrarse en otros lugares, especialmente en la defensa de la península italiana ante las tribus germánicas invasoras.
Los gobernantes del Reino Mauro–Romano entraron varias veces en conflicto con los del vecino Reino vándalo establecido en la provincia romana de África después de su conquista por esta tribu germánica. El rey Masuna se alió con los ejércitos del Imperio romano de Oriente durante su reconquista del norte de África en la Guerra Vándala. Tras la victoria de los romanos orientales sobre los vándalos, el Reino Mauro–Romano mantendría su alianza con aquellos, ayudándolo en las guerras contra invasores bereberes de otras tribus y reinos, como el de los Aures.
Los lazos diplomáticos entre el Imperio romano de Oriente y el Reino Mauro–Romano se romperían con el tiempo. El rey Garmul invadió la prefectura pretoriana romana oriental de África en un intento por capturar sus territorios. Su derrota en el 578 condujo casi inmediatamente al colapso del Reino Mauro–Romano, que quedó fragmentado y parcialmente reincorporado al Imperio Romano oriental. Tras este hecho, fue sucedido por algunos estados sucesores bereberes romanizados más pequeños, como el Reino de Altava. Estos pequeños reinos durarían en el Magreb hasta la conquista de la región por el califato de los Omeyas en los siglos VII y VIII.

## Historia

### Antecedentes

La provincia de Mauritania Cesariense dentro del Imperio romano.

Los reinos de Mauritania y Numidia, fueron anexados por el Imperio Romano en el año 40 y se dividieron en dos provincias bajo el emperador Claudio: Mauritania Tingitana y Mauritania Cesariense, con la frontera de separación establecida en el río Muluya.
África del Norte no estaba tan bien defendida como las áreas fronterizas que soportaban ataques frecuentes tales como las que separaban al Imperio frente a Germania y Persia. Con todo, por su importancia económica, las provincias africanas fueron objeto de atención para garantizar su conservación. Para este fin, se construyeron estructuras defensivas a lo largo de sus fronteras, como el Fossatum Africae; una estructura defensiva lineal de 750 km de longitud compuesta por zanjas, muros de piedra y otras fortificaciones. Esta estructura mantendría su uso hasta la conquista vándala de la provincia de África. La frontera mauritana, por su parte, no estaba tan bien defendida y era conocida como el Limes Mauretaniae.
A medida que la autoridad romana dirigió su atención a otros lugares durante las desastrosas guerras civiles y desintegraciones de la crisis del siglo III, las tribus nómadas bereberes locales hostigaron los asentamientos y ocuparon algunas de las regiones fronterizas de Mauritania Tingitania y Mauritania Cesariense. Las incursiones fueron vistas como una amenaza tan grande que el emperador romano occidental, Maximiano, tuvo que involucrarse personalmente en el conflicto. Tres tribus bereberes: los bávares, los quinquegentiani y los fraxinenses formaron una confederación que se enfrentó a los romanos y aunque sufrieron una derrota contra un pequeño ejército levantado por el gobernador de Mauritania Cesariense en el año 289, no cesaron en sus ataques. Ya en 296, Maximiano formó un ejército compuesto de cohortes pretorianas, legionarios aquileyos, egipcios y danubianos, auxiliares galos y alamanes así como reclutas tracios. Estos avanzaron a través de Hispania ese otoño y tras defender esta parte contra las incursiones bereberes, cruzaron el estrecho de Gibraltar hacia la Mauritania Tingitana para proteger el área de los piratas francos.
Maximiano comenzó su ofensiva contra las tribus invasoras en marzo del 297 y las persiguió incluso más allá de las fronteras del Imperio, no contento solo con dejar que regresaran a sus países de origen en las montañas del Atlas, desde donde podrían continuar con la guerra. Aunque los bereberes eran expertos en la guerra de guerrillas y el terreno era desfavorable, Maximiano continuó su campaña en el territorio bereber. Cuando esta concluyó en el 298, los romanos habían obligado a las tribus a retirarse al Sahara, devastado tierras que los bereberes consideraban seguras y matado a tantos combatientes como habían podido. El 10 de marzo, el emperador pudo hacer una entrada triunfal en Cartago donde la población lo aclamó como redditor lucis aeternae (restaurador de la luz eterna).

### Surgimiento

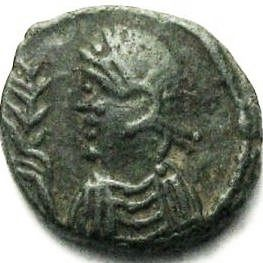
Moneda con la imagen de Hunerico. Según Procopio, sus impopulares políticas religiosas llevaron a la rebelión a varias tribus bereberes y a la pérdida por los vándalos de casi toda la antigua provincia de Mauritania Cesariense.

En la segunda mitad del siglo V se produjo el colapso y la caída del Imperio Romano Occidental. Los gobernantes bereberes de los territorios interiores mantenían un cierto grado de cultura romana, incluidas las ciudades y asentamientos locales y a menudo reconocían nominalmente la soberanía de los emperadores romanos.
A medida que las incursiones bárbaras se hicieron más comunes, incluso en provincias previamente seguras como Italia, el ejército romano occidental se fue ocupando cada vez más en la defensa de los territorios en la parte europea del Imperio. Incluso la vital frontera del Rin tuvo que ser despojada de tropas para organizar una defensa contra un ejército visigodo que invadía Italia bajo Alarico. El debilitamiento consiguiente en las guarniciones fronterizas permitió que varias tribus, como los vándalos, alanos y suevos, cruzaran el Rin en el 406 e invadieran el territorio romano.
Al enfocarse su atención en otros lugares, la autoridad central comenzó a desaparecer en muchas de las provincias más distantes. En Mauritania, los líderes y tribus bereberes locales se habían integrado durante mucho tiempo en el sistema imperial como aliados, foederati y comandantes de la frontera y al debilitarse el control romano, establecieron sus propios reinos y comunidades en la región. La presencia de comunidades romanizadas a lo largo de las regiones fronterizas de las provincias significó que los jefes bereberes tenían cierta experiencia en el gobierno de las poblaciones compuestas de bereberes y romanos. Tras el colapso del Imperio Romano de Occidente, el Reino Mauro–Romano se convertiría en un reino bárbaro de pleno derecho, no muy diferente a los que surgieron en otras partes del antiguo Imperio. Aunque la mayoría de los otros reinos bárbaros, como los visigodos y vándalos, estaban totalmente dentro de las fronteras del antiguo Imperio Romano, el Mauro–Romano se extendió más allá de la teórica frontera imperial abarcando, también, territorios bereberes nunca controlados por los romanos.
Según el historiador romano oriental, Procopio, los bereberes solo comenzaron a expandir y consolidar verdaderamente su poder tras la muerte —en el 477— del poderoso rey vándalo Genserico, después de lo cual obtuvieron muchas victorias contra el Reino vándalo y establecieron un control más o menos completo sobre la antigua provincia de Mauritania. Igualmente, los moros bajo el control vándalo se sublevaron contra su sucesor, Hunerico, después de que este intentase convertirlos al cristianismo arriano y castigase duramente a quienes no se convirtieron. En las montañas de Aurés, esto condujo a la fundación del «Reino de los Aures» que consolidó su independencia en el momento de la muerte de Hunerico, en el año 484, y que nunca volvería a estar bajo el control vándalo. Bajo el gobierno de los sucesores de Hunerico: Guntamundo y Trasamundo, también fueron habituales las guerras entre los bereberes y los vándalos. De hecho, durante el reinado de Trasamundo, los vándalos sufrieron una desastrosa derrota a manos de Cabaon, un rey bereber que gobernaba la ciudad de Trípoli, quien destruyó casi por completo un ejército vándalo que había sido enviado para subyugar la ciudad.

### Reyes de los moros y los romanos
Uno de los gobernantes bereberes de Mauritania, Masuna, adoptó el título de Rex gentium Maurorum et Romanorum, (rey de los pueblos moro y romano). Masuna es conocido solo por una inscripción fechada en el año 508 que se ha encontrado en una fortificación en Altava. Se sabe de él que controlaba esta ciudad —considerada la capital debido a su prominencia con los reyes posteriores— y al menos otras dos: Castra Severiana y Safar, ya que se menciona a los funcionarios que nombró allí. Al ser la sede de una diócesis eclesiástica (la diócesis de Castra Severiana, un antiguo obispado que floreció durante la Baja Edad Media), el control de Castra Severiana tuvo que haber tenido una gran importancia.
Esta inscripción dice:

Pro sal (ute) et incol (umitate) reg (es) Masunae gent (ium) Maur (orum) et Romanor (um) castrum edific (atum) a Masgivini pref (ecto) de Safar. Iidir proc (uratore) castra Severian (a) quem Masuna Altava posuit, y Maxim (us) pr (ocurrator) Alt (ava) prefec (it). P (ositum) p (rovinciae) CCCCLXVIIII.

(Los tres funcionarios nombrados son Masgiven (prefecto de Safar), Lidir (procurador de Castra Severiana) y Maximus (procurador de Altava). La fecha, 469, es la fecha de fundación provincial y correspondería al año 508 de nuestra era.

Los centros administrativos centrales del reino estaban ubicados donde se unían los territorios de dos poblaciones distintas: la romana asentada cerca de la costa y las tribus mauríes (moros o bereberes) situadas alrededor y más allá de la antigua frontera romana. La población en las ciudades romanas estaba sujeta a una administración formal y organizada encabezada por funcionarios designados, como los nombrados por el rey Masuna. El personal militar, por su parte, se nutrió de las tribus bereberes sobre las cuales se mantuvo el control mediante individuos clave, como los líderes tribales, otorgándoles honores y propiedades. En la medida que el Reino Mauro–Romano adoptó la organización militar, religiosa y sociocultural del Imperio Romano, continuó estando plenamente dentro del mundo latino occidental. La estructura administrativa y los títulos utilizados por los gobernantes del reino sugieren una cierta identidad política romanizada en la región. Esta identidad política romana fue, también, mantenida por otros reinos bereberes más pequeños surgidos en la región, como en el «Reino de los Aures», donde su rey Masties reclamó el título de Imperator durante su gobierno alrededor del año 516, aduciendo que había mantenido la confianza de sus súbditos, tanto bereberes como romanos.

### El Imperio romano de Oriente y los vándalos

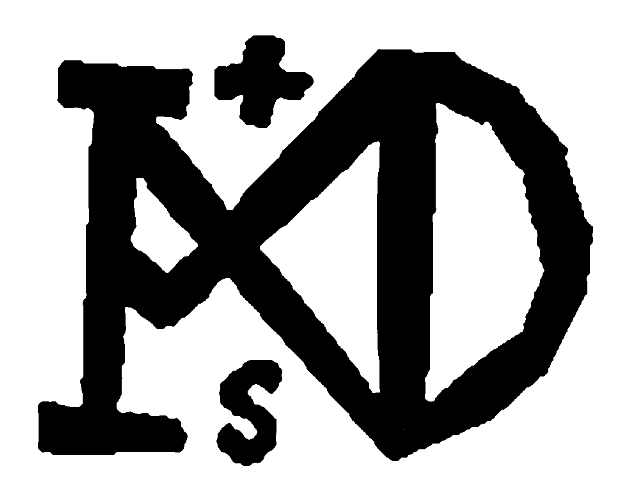
Monograma del rey Mastigas.

Los registros romanos orientales que informan sobre el Reino vándalo, a menudo se refieren a él indicando que estaba formado por tres pueblos distintos: vándalos, alanos y moros. Aunque también algunos bereberes habían ayudado a los vándalos en su conquista de África, su expansión se realizó, la mayoría de las veces, a costa de los territorios vándalos. De hecho, un rey bereber identificado por Procopio como "Massonas" (considerado, habitualmente, como la misma persona que Masuna) se alió con las fuerzas del Imperio Romano de Oriente en el año 535 en su conquista del Reino vándalo. Cuando el ejército comandado por Belisario llegó al norte de África para  restaurar el gobierno romano sobre la región, los gobernantes locales bereberes se sometieron voluntariamente al gobierno imperial pidiendo solo, a cambio, los símbolos de sus magistraturas: una corona de plata, un bastón de plata dorada, una túnica y botas doradas. Con todo, entre estos reyes clientes, la mayoría demostraría ser recalcitrante a la hora de seguir los dictados imperiales. Los gobernantes que no se situaban junto a los territorios imperiales actuaban con distintos grados de independencia aunque, nominalmente, fuesen sujetos imperiales. Con el fin de mantener su fidelidad, también, el trato con ellos tuvo un mayor nivel de cortesía que con los que limitaban directamente con el Imperio.
Gelimer, el último rey vándalo, intentó reclutar a los reinos bereberes para luchar por él, pero muy pocas tropas bereberes combatieron de su lado frente los romanos orientales. Aunque los vándalos también habían otorgado a los reyes bereberes símbolos de sus magistraturas similares a los proporcionados por los romanos, los reyes bereberes no consideraron que tuvieran ese poder de manera efectiva. Durante la guerra, la mayoría de los gobernantes bereberes prefirieron no entrar en conflicto para evitar luchar por el bando perdedor.
Tras la reconquista romana oriental del Reino vándalo, los gobernadores locales comenzaron a experimentar problemas con las tribus bereberes locales. La provincia de Bizacena fue invadida y la guarnición local derrotada, falleciendo sus comandantes Gainas y Rufinus. El recién nombrado prefecto pretoriano de África, Salomón, emprendió varias campañas contra estas tribus liderando un ejército de aproximadamente 18 000 hombres en Bizacena. Consiguió derrotarlos y regresar a Cartago, aunque los bereberes volverían a levantarse y invadirían de nuevo Bizacena. Salomón los derrotó una vez más, esta vez de manera decisiva y dispersando sus ejércitos. Los soldados bereberes supervivientes se retiraron a Numidia, donde unieron fuerzas con Labdas, el rey de los Aures.
Masuna, aliado con el Imperio de Oriente junto a otro rey bereber, Ortaias (gobernante de un reino en la antigua provincia de Mauritania Sitifensis), aconsejaron a Salomón que persiguiese a los bereberes enemigos hasta Numidia y así lo hizo el general. Sin embargo, Salomón no se enfrentó a Labdas en batalla abierta desconfiando de la lealtad de sus aliados y en su lugar, construyó una serie de puestos fortificados a lo largo de las carreteras que unían a Bizacena con Numidia.
Masuna murió alrededor del año 535 y fue sucedido como rey por Mastigas (también conocido como Mastinas). Procopio afirma que Mastigas era un gobernante totalmente independiente que gobernaba casi toda la antigua provincia de Mauritania Cesariense, excepto la antigua capital provincial, Cesarea, que había estado bajo el control de los vándalos y que permanecía en manos de los romanos orientales durante su época. Los gobernantes del Reino Mauro–Romano y otros reinos bereberes continuaron considerándose como súbditos del emperador romano oriental en Constantinopla, incluso cuando estaban en guerra con él o participaban en incursiones dentro del territorio imperial. En este sentido, la mayoría de los gobernantes bereberes utilizaban títulos como Dux o Rex.

### Colapso del reino
El último rey registrado fue Garmul (también conocido como Garmules) quién combatió contra el gobierno romano oriental en África. A fines de la década de 560, lanzó varias incursiones en territorio romano y aunque, no tomó ninguna ciudad importante, tres generales sucesivos: el prefecto pretoriano Teodoro (en 570) y los dos Magister militum Teoctisto (en 570) y Amabilis (en 571), fueron muertos por las fuerzas de Garmul según registró el historiador visigodo Juan de Biclaro. Sus actividades, especialmente cuando coincidieron con simultáneos ataques visigodos en la provincia de Spania, presentaron una clara amenaza para las autoridades de la provincia. Garmul no era el líder de una mera tribu seminómada, sino de un reino bárbaro de pleno derecho, con un ejército permanente. De este modo, el nuevo emperador romano del este, Tiberio II Constantino, nombró a Tomás como prefecto pretoriano de África, y el capacitado general Genadio fue nombrado Magister militum con el objetivo claro de reducir el Reino de Garmul. Los preparativos fueron largos y cuidadosos pero la campaña en sí, lanzada en 577–78, fue breve y efectiva. Con Genadio utilizando tácticas de terror contra los súbditos de Garmul, este acabó derrotado y muerto en el 578. Tras su muerte, el Reino Mauro–Romano se derrumbó y el Imperio romano Oriental pudo anexarse parte de su territorio, en particular el corredor costero de las antiguas provincias de Mauritania Tingitania y Mauritania Cesariense.

## Legado

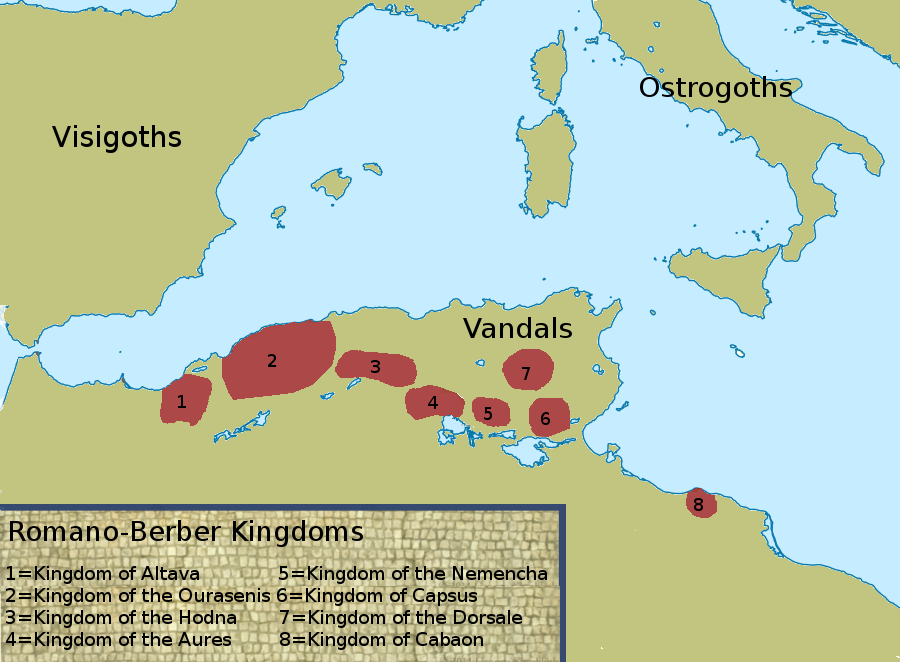
Tras la desaparición del Reino Mauro–Romano surgieron varios pequeños reinos romano-bereberes: Altava, Ouarsenis y Hodna que convivieron con los que existían más al este: Aurés, Nemencha, Capsus, Dorsales y Cabaon.

Altava siguió siendo la capital de un reino bereber romanizado: el Reino de Altava que era mucho más pequeño en tamaño que el reino que habían gobernado Masuna y Garmul. A finales del siglo V y principios del siglo VI, el cristianismo se convirtió en la religión dominante en este reino bereber, aunque con influencias sincréticas provenientes de su religión tradicional. También, se construyó una nueva iglesia en la capital. Altava y los otros reinos sucesores del Mauro–Romano, los reinos de Ouarsenis y Hodna, consiguieron prosperar económicamente y en ellos se construyeron varias iglesias y fortificaciones. Aunque la prefectura pretoriana romana oriental de África y el último exarcado de África verían algunas rebeliones bereberes más, estas fueron reprimidas y muchas de las tribus bereberes fueron aceptadas como foederati, tal y como lo habían sido en el pasado.
El último rey bereber romanizado conocido que gobernó desde Altava fue Kusaila. Murió en el año 690  luchando contra la conquista musulmana del Magreb. También fue líder de la tribu Auraba de los bereberes y posiblemente el jefe cristiano de la confederación de los Sanhaya. Es conocido por haber liderado una resistencia efectiva contra la conquista del Magreb por parte del Califato Omeya en la década de 680. En 683 el general Uqba ibn Nafi fue emboscado y muerto en la batalla de Vescera cerca de Biskra por Kusaila, quien obligó a todos los árabes a evacuar a su recién fundada Cairuán y retirarse a Cirenaica. Pero en el año 688, un ejército de refuerzo enviado por el Califa Abd al-Malik ibn Marwan llegó al mando de Zuhair ibn Kays. Kusaila, apoyado por tropas romanas orientales, se enfrentó a él en el 690 en la batalla de Mamma. Ampliamente superados en número, los Auraba y los romanos fueron derrotados y Kusaila ejecutado.
Con la muerte de Kusaila, la antorcha de la resistencia pasó a la tribu Jerawa, asentada en las montañas Aurés. Sus tropas cristianas bereberes, tras su muerte, lucharon bajo Kahina, que gobernaba el Reino de los Aures y fue el último gobernante de los bereberes romanizados.

## Lista de reyes
| Monarca                  | Reinado       | Información |
| ------------------------ | ------------- | --- |
| Gobernantes desconocidos |               | El primer gobernante del que se tiene constancia es Masuna, de quien se informa una inscripción datada en el año 508 |
| Masuna                   | ca. 508 – 535 | También conocido como Massonas. Aliado del Imperio romano de Oriente contra el Reino vándalo y posteriormente, contra la alianza dirigida por el Reino de Aurés.                                                                                    |
| Mastigas                 | 535–541       | También conocido como Mastinas. Controló prácticamente toda la antigua provincia de Mauritania Cesariense a excepción de la antigua capital de Cesarea.                                                                                             |
| Estotzas                 | 541–545       | También conocido como Estutias. Un antiguo rebelde del Imperio oriental que, parece ser, se convirtió en el rey mauro-romano tras desposar a la hija del anterior monarca. Fue derrotado y muerto por el ejército romano oriental en el año 545.    |
| Juan                     | 545–546       | Conocido como Juan el tirano o Estotzas el Joven, sucedió a Estotzas como comandante del ejército. Fue capturado y enviado prisionero a Constantinopla donde habría sido crucificado.                                                               |
| Gobernantes desconocidos |               | No se ha encontrado información sobre los posibles gobernantes entre los años 546 y 570 |
| Garmul                   | ca. 570 – 578 | Conocido también como Garmules. Invadió la provincia africana del Imperio Oriental en la década de 570. Su derrota y muerte marcaron el final del Reino Mauro–Romano que quedó fragmentado y parcialmente incorporado a los territorios imperiales. |